# Cirrus SR22
Il Cirrus SR22 è un aereo da turismo monomotore ad ala bassa a quattro posti (cinque nelle successive versioni) sviluppato dall'azienda aeronautica statunitense Cirrus Aircraft Corporation. L'aereo, sviluppato dal Cirrus SR20, ha ottenuto un buon successo di vendite per diversi anni su scala mondiale soprattutto tra chi si avvicina al mondo dei piccoli aerei.
L'aereo è noto anche per essere equipaggiato del sistema Cirrus Airframe Parachute System (CAPS), un paracadute di emergenza installato dietro il vano bagagli in grado di far scendere il velivolo con relativi passeggeri al suolo in condizioni di emergenza.

## Caratteristiche
Rispetto all'SR20, dal quale ha ereditato la struttura, il Cirrus SR22 ha un'apertura alare aumentata di circa 1 metro e ali leggermente modificate, un motore di 310 hp, un carrello d'atterraggio rinforzato e strumentazione completamente elettronica. L'SR22 ha ricevuto la certificazione FAA il 30 novembre 2000 e il primo esemplare di serie è stato consegnato il 6 febbraio 2001.
Il Cirrus SR22 è un monoplano ad ala bassa realizzato in monoscocca di materiali compositi, con un longherone per semiala che si collega alla fusoliera sotto i sedili anteriori e le cui superfici di controllo sono in lega di alluminio. I comandi di volo sono ad aste e cavi e comandati tramite side-stick. I compensatori degli equilibratori e del timone sono regolabili elettricamente dal side-stick mentre quello dell'alettone sinistro è regolabile manualmente a terra. I flap possono assumere tre posizioni. Il carrello di atterraggio è triciclo anteriore e fisso, con le gambe in materiali compositi e le ruote carenate; la ruota anteriore è pivotale in quanto l'aereo sterza tramite l'attivazione differenziale dei freni idraulici, posizionati sul carrello principale. I comandi di volo sono doppi e i quattro sedili sono disposti su due file. Tra le soluzioni aerodinamiche adottate sull'SR22 si registrano l'adozione di leading edge cuff, già utilizzati sull'SR20, e il posizionamento di un generatore di vortici davanti a ciascuna radice alare: entrambe le soluzioni sono finalizzate a ridurre la velocità di stallo e a migliorare la manovrabilità dell'aereo.

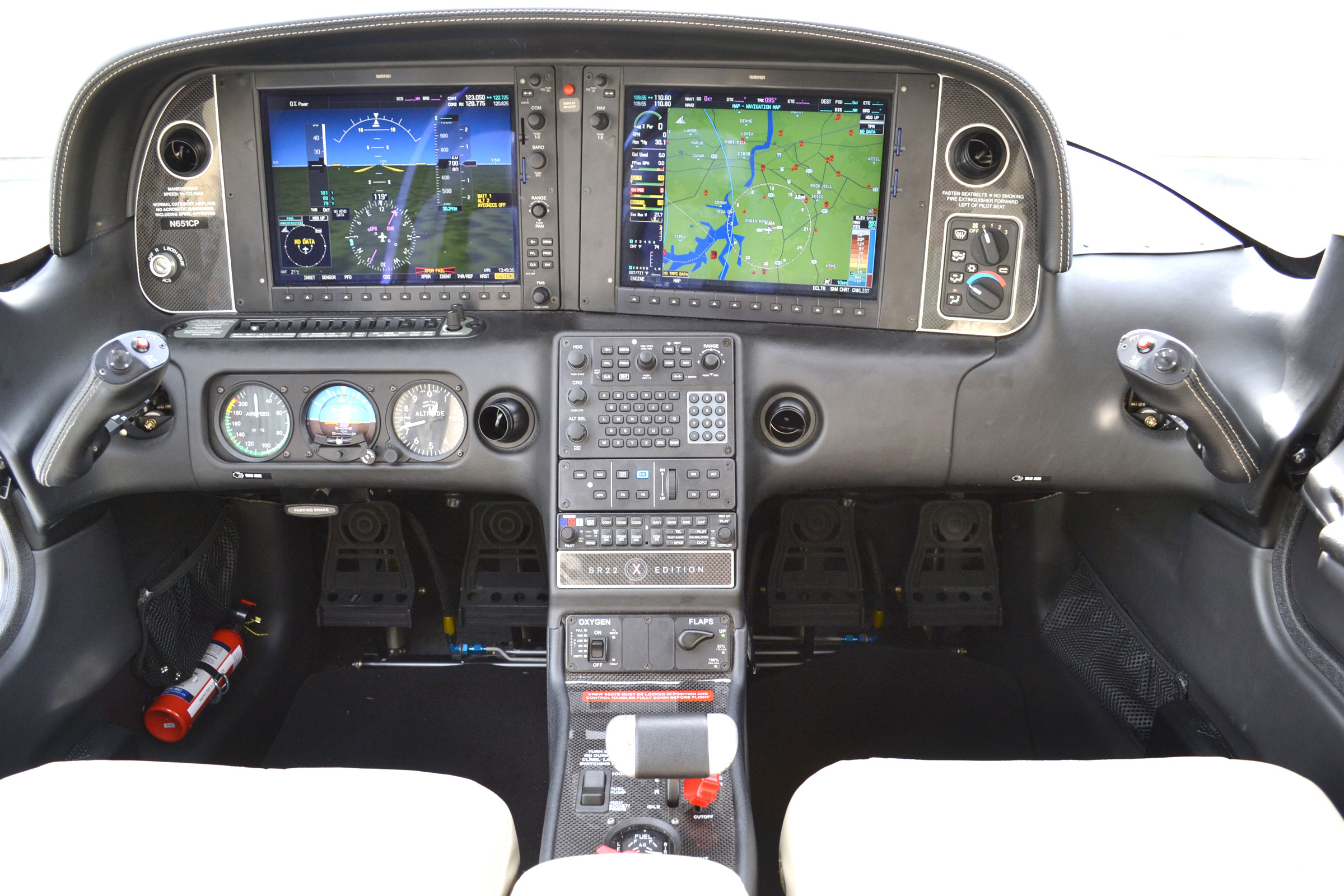
Cockpit di un SR22TN con avionica Garmin Perspective

L'SR22 è motorizzato con un motore a pistoni Continental IO-550-N collegato a un'elica tripala Hartzell, McCauley o MT Propellers del diametro di 198 cm e dal 2006 è disponibile anche un kit composto da due turbocompressori e due intercooler prodotti da Tornado Alley e da un'elica tripala Hartzell ridisegnata in kevlar e fibra di carbonio, installati da Cirrus sotto un certificato di tipo supplementare. Dal 2010 è in commercio una versione con un Continental TSIO-550-K turbocompresso denominata SR22T.
La strumentazione dei primi SR22 comprendeva un Multi-Function Display e strumentazione analogica, a cui si poteva aggiungere, tramite due diversi pacchetti opzionali, un indicatore della situazione orizzontale elettronico, un sistema di navigazione e comunicazione Garmin GNS 420 e un Garmin GNS 430 oppure un indicatore della situazione orizzontale Sandel 3308 elettronico e due Garmin GNS 430. A partire dal 2002 Cirrus ha introdotto l'opzione di dotare gli SR22 di un glass cockpit Avidyne, aggiungendo un Primary Flight Display ai Multi-Function Display già di serie. Il glass cockpit è diventato standard nel 2003, rendendo l'SR22 il primo aereo da turismo ad avere un glass cockpit di serie. Nel 2008 è stata introdotta l'avionica Garmin Cirrus Perspective, che è diventata standard sostituendo l'avionica Avidyne.

## Versioni
SR22
Prima versione prodotta in serie.
SR22 G2 e SR22T G2
Primo sviluppo. Nel luglio del 2006 Cirrus annunciò una versione definita "turbonormalizzata" (che manteneva cioè lo stesso rapporto di compressione e stessa pressione di iniezione) dell'SR22. Alcuni modelli iniziali furono identificati come Signature Edition SE22 G2.
SR22 G3
Nuovo sviluppo introdotto nel 2007, caratterizzato da un'incrementata capacità di combustibile (da 81 a 92 US Gal, ovvero da 306,6 a 348 L), dall'adozione di un nuovo longherone alare in fibra di carbonio, più leggero e robusto, ed un carrello d'atterraggio di nuovo disegno, rialzato per aumentare l'altezza dal suolo della coda e dell'elica.

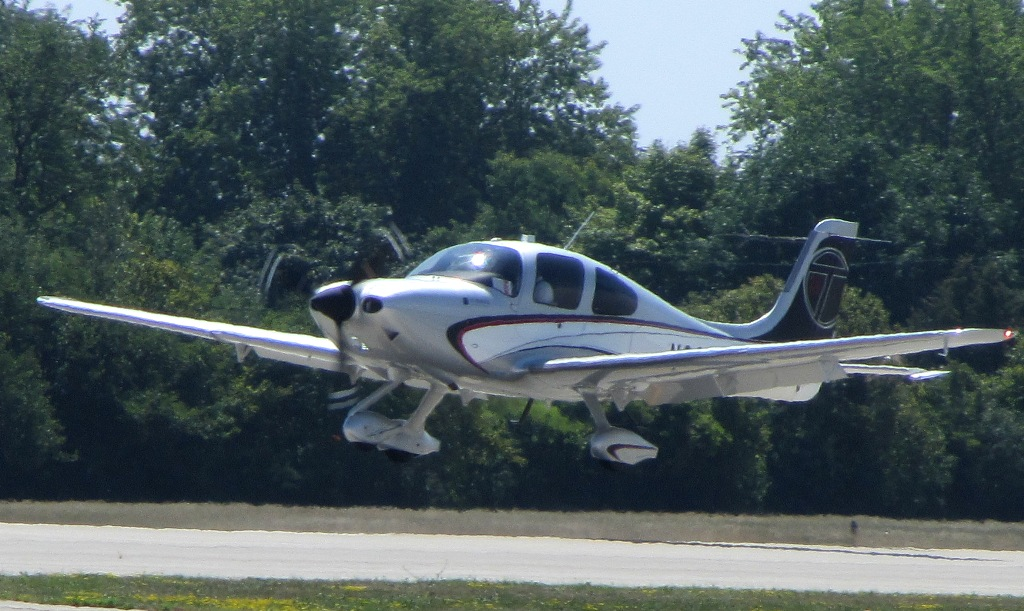
Un SR22T in fase di atterraggio.

SR22T
Nuovo sviluppo introdotto nel giugno 2010, dotato di un motore turbocompresso Continental TSIO-550-K da 315 hp (235 kW) a bassa compressione per poter utilizzare combustibile 94UL a basso numero di ottani. Ha una velocità di crociera di 396 km/h (214 kt), peso a vuoto di 1 065 kg e quota di tangenza di 7 620 m (25 000 ft), carico utile di 477 kg e autonomia di 1 937 km (1 046 nm).
SR22TN
Versione dotata di un kit di sovralimentazione Tornado Alley accoppiato al motore Continental IO-550-N da 310 hp (231 kW).
SR22 G5 e SR22T G5
Versione introdotta nel 2013 con peso massimo al decollo incrementato di 91 kg, pari a 1 633 kg, e adozione di serie di transponder ADS-B e autopilota Garmin GFC700, precedentemente opzionali, carenature delle ruote ridisegnate, paracadute e sistema di espulsione ridisegnati, aumentata l'estensione dei flap di 3,5° e con la possibilità di installare un quinto sedile sulla fila posteriore.
SR 22 G6 e SR22T G6
Versione introdotta nel 2017 dotata di nuove luci a LED alle estremità alari e avionica Garmin aggiornata.
TRAC
Versione da addestramento del SR22 e SR22T con finta leva del carrello di atterraggio, un apparato di comunicazione disponibile per tutti gli occupanti, interni semplificati e un Lycoming IO-390 da 215 hp.

## Utilizzatori

### Civili
Emirati Arabi Uniti
- Emirates Flight Training Academy

22 SR22 G6 consegnati a partire dal 2017 per la Emirates Flight Training Academy.

### Militari
Arabia Saudita
- Al-Quwwat al-Jawwiyya al-Sa'udiyya

25 SR22 ordinati nel 2012.
 Cile
- Fuerza Aérea de Chile

8 SR22T consegnati, tutti in servizio nel 2022.
 El Salvador
- Fuerza Aérea Salvadoreña

2 SR22 consegnati, rispettivamente il 26 ottobre e il 7 novembre 2022, ed entrati in servizio il 1 dicembre dello stesso anno.
 Francia
- Armée de l'air

9 SR22 di proprietà di Airbus Flight Academy in servizio nel 2022.

## Incidenti
- Il 12 maggio 2021 un SR22 e un Fairchild Metro sono entrati in collisione durante la fase di avvicinamento all'aeroporto di Centennial, in Colorado. Il Fairchild Metro è atterrato in sicurezza e ha riportato danni alla fusoliera e all'impennaggio, il pilota del Cirrus ha attivato il CAPS e l'aereo è atterrato a circa 5,5 km dall'aeroporto con l'ausilio del paracadute.[27]
- L'11 marzo 2022 un SR22 G3, registrato ZS-CDA, è precipitato su una montagna nei pressi di Groscavallo mentre era in volo tra Cuneo e Ginevra, uccidendo il pilota.[28]